# Alvis TC 21
L'Alvis TC 21 (ou également nommée Alvis 3 Litre) est une voiture de luxe fabriquée par la marque anglaise Alvis entre 1953 et 1955.
Elle succède à la TA 21 et sera remplacée par la TC 108G.

## Historique
- 1953 : lancement de la production.
- 20 octobre 1953 : commercialisation de la TC.21/100 Grey Lady.
- 1955 : arrêt de la production.

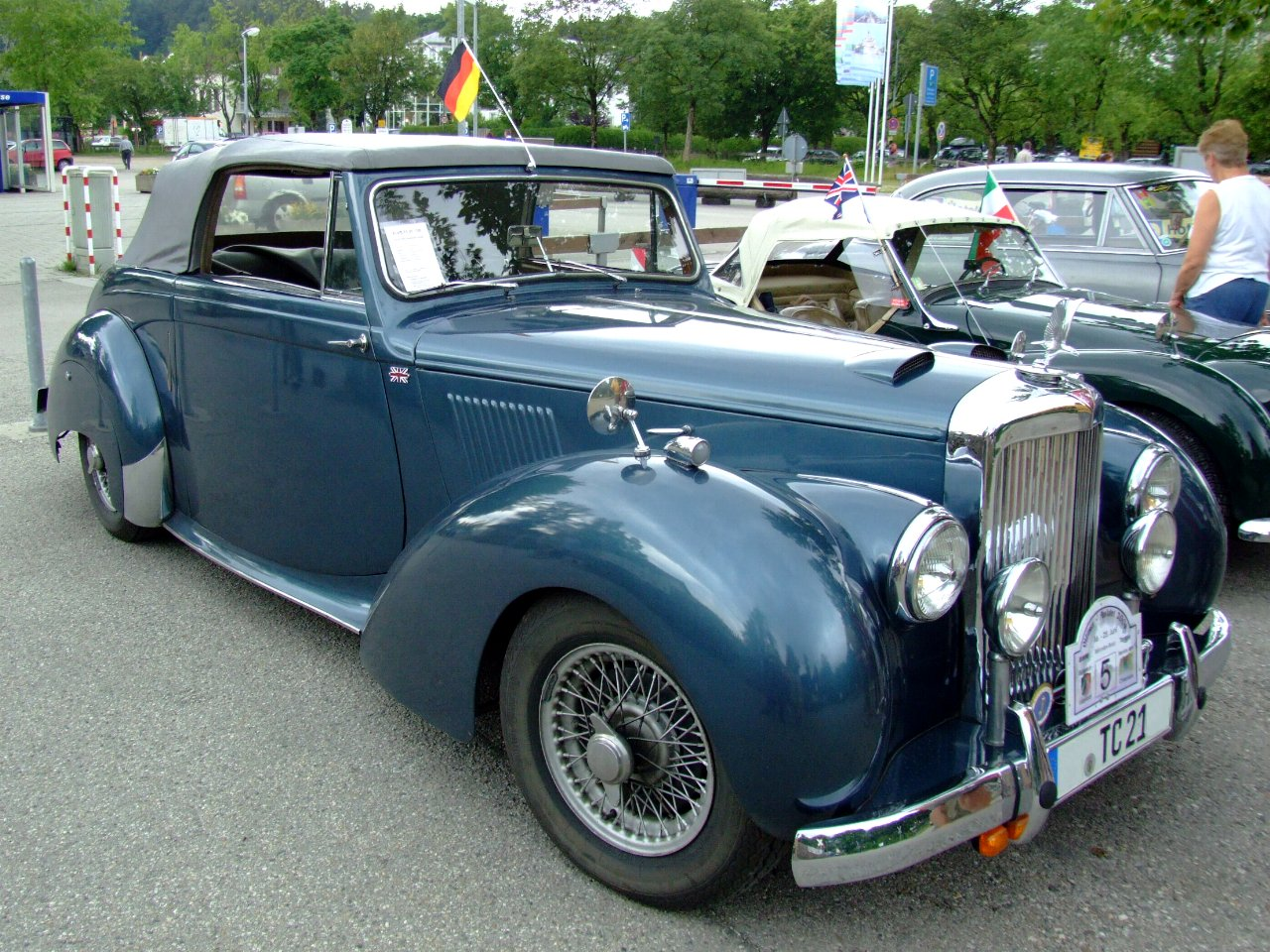
TC 21
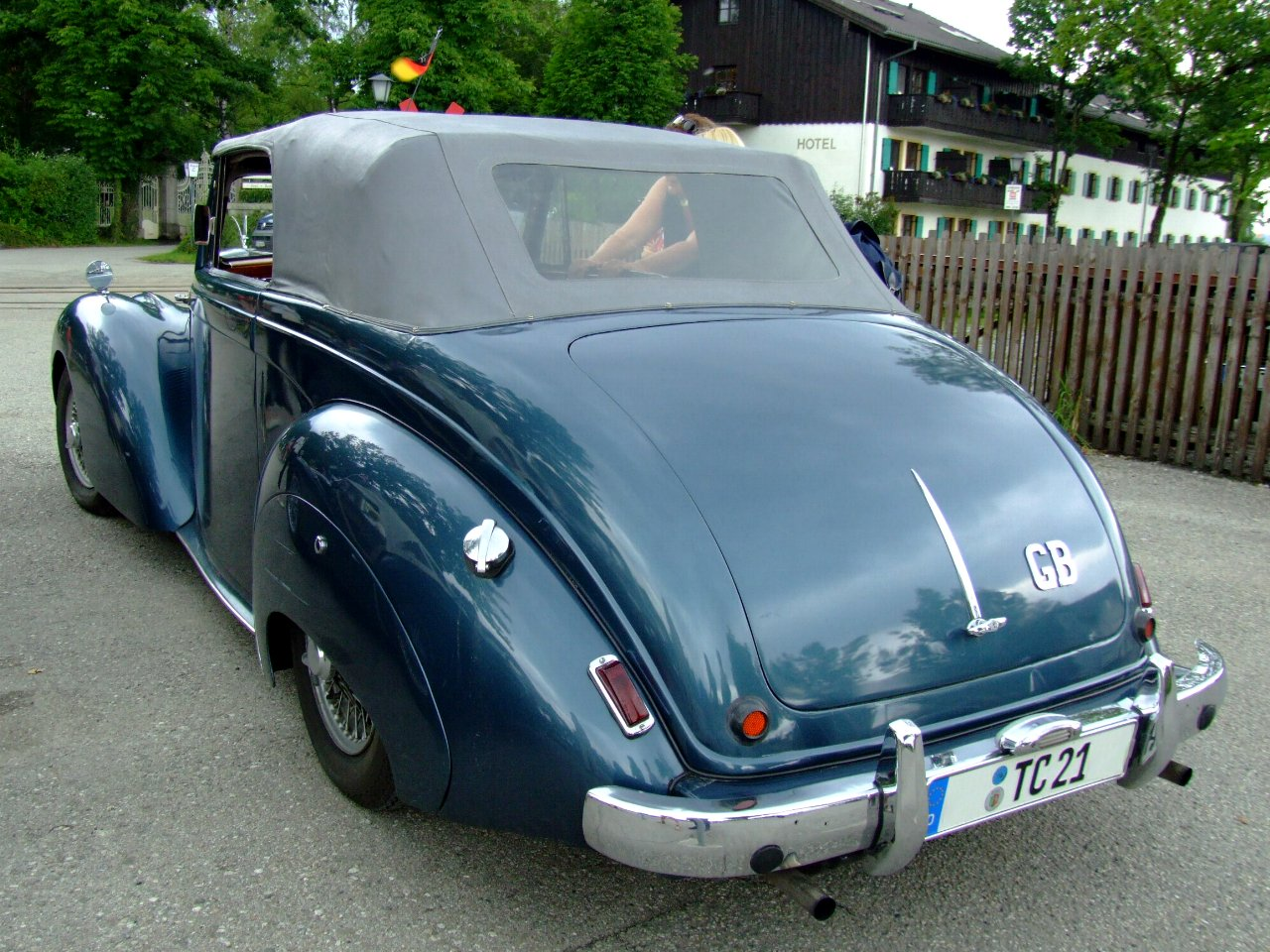
Cabriolet

## Les différentes versions

### Carrosseries
Berline
Cabriolet

### Version spécifiques

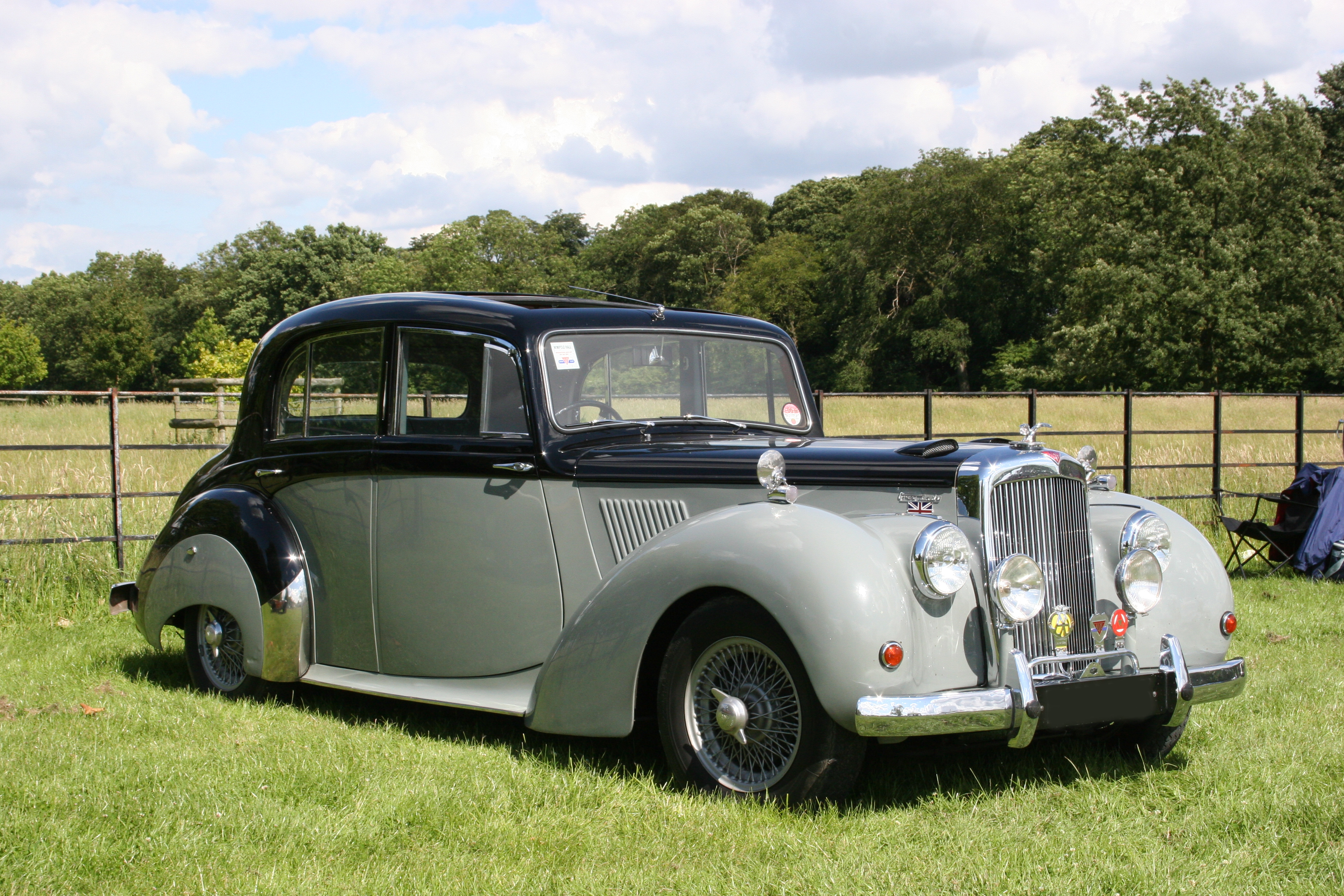
TC.21/100 Grey Lady.

TC.21/100 Grey Lady

## Caractéristiques

### Motorisations
La TC 21 n'a eu qu'une seule motorisation. Elle sera équipée du TC 21-100, un six cylindres en lignes essence de 3 litres à carburateur double corps, faisant 73 kW (100 ch).
| Modèle                       | Construction | Moteur + Nom                   | Cylindrée         | Performance                   | Couple               | 0 à 100 km/h | Vitesse maxi | Consommation + CO2    |
| TC 21 Berline (manuelle 4)   | 1953 - 1955  | 6 cylindres en ligne TC 21-100 | 2 993 cm3 (3,0 L) | 73 kW (100 ch) à 4 500 tr/min | ... N m à ... tr/min | ... s        | 160 km/h     | ... l/100 km ... g/km |
| TC 21 Cabriolet (manuelle 4) | 1953 - 1955  | 6 cylindres en ligne TC 21-100 | 2 993 cm3 (3,0 L) | 73 kW (100 ch) à 4 500 tr/min |                      |              | 160 km/h     |                       |